# Allorhynchium malayanum
Allorhynchium malayanum är en stekelart som beskrevs av Gusenleitner. Allorhynchium malayanum ingår i släktet Allorhynchium och familjen Eumenidae. Inga underarter finns listade i Catalogue of Life.